# Нижне-Волжская набережная
Ни́жне-Во́лжская на́бережная — набережная в историческом центре Нижнего Новгорода. Пролегает вдоль Волги от Казанского съезда (на пересечении с улицей Красная Слобода) до Канавинского моста. На ней расположены здание «Волжского пароходства» (бывший Речной вокзал), Чкаловская лестница и множество памятников архитектуры.

## Общие сведения
Нижне-Волжская набережная — одна из самых протяжённых улиц Нижнего Новгорода. Её длина чуть больше 3 километров.  Имеет два уровня: первый включает в себя проезжую и пешеходную части, второй расположен ниже, ближе к Волге. На ней также расположены велодорожки.
Сама набережная также разделена на две части. Первая часть — от Казанского съезда до здания бывшего речного вокзала — была отреставрирована в 2013 году. Вторая часть — от речного вокзала до Канавинского моста — долгое время была на реконструкции, для прогулок её открыли в 2018 году.

## История
До XVIII века вдоль набережной хаотично стояли деревянные дома местных купцов и ремесленников. После масштабного пожара был создан план каменной застройки. Она проектировалась в общей системе градостроительных преобразований города архитекторами Иваном Ефимовичем Ефимовым и Петром Даниловичем Готманом. С тех пор на набережной разрешалось строить только каменные здания. Первым таким домом стала усадьба Голицыных (улица Рождественская, 47). Землю для подсыпки берега доставляли с копки Зеленского и Похвалинского съездов. Чтобы грунт не размывало, берег обложили булыжным камнем.

## Благоустройство
Построенная как гидротехническое сооружение Нижне-Волжская набережная не претерпевала значительных изменений с 1970-х годов.
В 2013 году было проведено благоустройство 1,5 километров набережной — от Рыбного переулка до Георгиевского съезда. В ходе реконструкции была проведена замена асфальтового покрытия на брусчатку, укладка бортового камня, установка ограждения, разбивка газонов и новое торшерное освещение. Кроме декоративной части реконструкции Нижне-Волжской набережной, был проведён большой объём инженерных работ. Летом 2014 года на этом же участке набережной появилась выделенная велодорожка.
Другая часть набережной — от Канавинского моста до Рыбного переулка — находилась в стадии реконструкции с 2008 года. Инвестор, который заходил на данный объект, планировал построить здесь то четырёхэтажный торговый центр, то туристический комплекс. Стройка превратилась в долгострой, практически и не начавшись. До 2018 года набережную огораживал забор из профнастила тёмно-синего цвета и высотой около трёх метров. Параллельно шла череда судебных тяжб между городскими властями и инвестором. В августе 2016 года Арбитражный суд Нижегородской области вынес решение о сносе недостроя.
Часть набережной от Канавинского моста до Рыбного переулка благоустраивали около года к Чемпионату мира по футболу 2018 года, матчи которого также проходили в Нижнем Новгороде. Общая площадь благоустройства составила 89 тысяч 445 м². На территории появилось около 1,5 км прогулочных и велодорожек, 40 тысяч м² брусчатки, 22 тысячи м² газонов и около 7000 погонных метров лестниц, соединяющих три уровня обновлённой набережной. При реконструкции набережная полностью сохранила и своё главное предназначение: ещё до завершения строительных работ причальная стенка начала принимать пассажирские теплоходы. Торжественное открытие этой части набережной состоялось 12 июня 2018 года, в День России, и начиналось с обрушения остатков синего забора.
В 2021 году продолжилось благоустройство Нижне-Волжской набережной в рамках подготовки к 800-летию Нижнего Новгорода. Рядом с Канавинским мостом расположилась площадка с силовыми тренажёрами и оборудованием для кардиотренировок. В этой же части — современная детская площадка с горкой, подвесным тоннелем, качелями и песочницей. У бывшего речного вокзала появился светомузыкальный фонтан. У катера «Герой» оборудовали амфитеатры, на бетонном берегоукреплении — лавочки и смотровые балконы. Кроме того, был разработан единый стиль павильонов кафе, которые стоят у катера «Герой» и бывшего речного вокзала. В одной из ротонд на набережной открылся туристко-информационный центр Нижнего Новгорода. В едином минималистичном дизайне выполнены новые арки причалов. На участке от Канавинского моста до набережной Гребного канала была расширена велодорожка, обновлено и дополнено озеленение. Все изменения были выполнены по концепции бюро MISH studio под кураторством Института развития городской среды Нижегородской области.

## Примечательные здания
- 1а, 1б — Красные казармы.
- 11 — Промышленный комплекс банка Рукавишниковых.
- 14 — Дом Н. А. Бугрова.
- 16 — Здание Нижегородской биржи.
- 21 — Городская чайная, 1912—1913, арх. Н. М. Вешняков.
- 22 — Амбулатория волжских судорабочих, 1912, арх. Н. М. Вешняков.

- Банк Рукавишниковых
- Дом Бугрова
- Здание биржи
- Ансамбль зданий финской пароходной компании
- Речной вокзал (площадь Маркина, 15А)
- Вид на Нижне-Волжскую набережную с воды: Чкаловская лестница, Кремль и ансамбль «Красные казармы»

## Галерея
- Нижне-Волжская набережная. Фото Максима Дмитриева (1894)
- Нижне-Волжская набережная. На фоне — Канавинский мост
- Набережная до реконструкции
- Один из причалов (2000-е)
- Вид на набережную и проезжую часть во время реконструкции (2017)
- Во время реконструкции, вид с Оки (2017)
- Набережная после реконструкции
- Вид на Нижне-Волжскую набережную во время проведения фестиваля воздухоплавания
- Катер «Герой» у Чкаловской лестницы на Нижне-Волжской набережной
- Серебристый олень на Нижне-Волжской набережной. Автор — венгерский скульптор Габор Миклош Жокэ
- Светомузыкальный фонтан на Нижне-Волжской набережной
- Детская площадка на Нижне-Волжской набережной
- Отсчёт времени до 800-летия Нижнего Новгорода
- Велосипедная дорожка
- Вид в сторону Канавинского моста
- Вид на Нижне-Волжскую набережную вечером
- Набережная у Чкаловской лестницы
- Вид на Нижне-Волжскую набережную в районе бывшего Речного вокзала
- Сквер у Зачатьевской башни
- Вид на Нижне-Волжскую набережную у стен Кремля
- Ночной вид
- Здание «Волжского пароходства» (бывший Речной вокзал)